# Strahlaxius plectrorhynchus
Strahlaxius plectrorhynchus är en kräftdjursart som först beskrevs av Strahl 1862.  Strahlaxius plectrorhynchus ingår i släktet Strahlaxius och familjen Strahlaxiidae. Inga underarter finns listade i Catalogue of Life.